# Christian Vilà
 (novembre 2018).
Œuvres principales
- Sang futur
- Les Mystères de Saint-Pétersbourg

Christian Vilà, né le 1er juin 1950 à Soisy-sous-Montmorency dans le Val-d'Oise, est un écrivain français des littératures de l'imaginaire et un scénariste de bande dessinée.

## Biographie
Christian Vilà vit à Paris et publie depuis 1973. Autodidacte, il commence par la science-fiction, avant de se diversifier. Responsable avec Joël Houssin de l'anthologie Banlieues Rouges (1976), il a publié aussi dans les domaines du roman noir, du gore, de la fantasy, du fantastique, du roman jeunesse, des scénarios de BD ou de séries télévisées et de la science-fiction. Son premier roman, Sang futur (1977, réédition 2008) est devenu un livre culte du mouvement punk.
Il est également président du Syndicat des écrivains de langue française (SELF) depuis 2011.

## Œuvre

### Romans
- Sang futur, Le Dernier Terrain Vague, 1977 ; rééd. Moisson Rouge, 2008  (ISBN 978-2-914833-77-6)
- Clip de sang, Fleuve noir, 1986, coll. Gore  (ISBN 2-265-03181-X) ; réédition au format numérique, ActuSF, 2014
- L'Océan cannibale, Fleuve noir, 1986, coll. Gore  (ISBN 2-265-03400-2) ; réédition au format numérique, ActuSF, 2014
- La Mort noire, Fleuve noir, 1988, coll. Gore  (ISBN 2-265-03798-2) ; réédition au format numérique, ActuSF, 2014
- La Mafia des os, Fleuve Noir, 1995  (ISBN 2-265-05137-3)
- La Montagne de Noé, Fleuve Noir, 1995  (ISBN 2-265-05212-4)
- Iceflyer, Fleuve noir, 1997  (ISBN 2-26506-167-0)
- X, Fleuve noir, 1998  (ISBN 2-265-05906-4)
- Boulevard de l'infini, Fleuve noir, 1999  (ISBN 2-26506-479-3)
- L'Odeur de l'or, Fleuve noir, 1999  (ISBN 2-26505-355-4)
- Les Mystères de Saint-Pétersbourg, Bragelonne, 2003  (ISBN 2-91437-041-5)
- La Grande alliance, Mango Jeunesse, 2010  (ISBN 978-2-7404-2618-0)
- Moi Tarzan toi Jane, Hugo et Compagnie, 2011  (ISBN 2-75560-775-0)
- MurderProd, Trash éd., 2014, coll. Trash n° 7  (ISBN 979-10-92671-06-3) (sous le pseudonyme de Kriss Vilà)

### Bande dessinée
- Huitième continent, scénario de Christian Vilà, dessins de Stéphane Collignon, 12 bis
  1. Le Cauchemar d'Edgar Allan Poe, 2011  (ISBN 978-2-356-48233-4)
- Neurotrans, scénario de Christian Vilà, dessins de Stéphane Collignon, Albin Michel[4]
  1. La Mort n'est pas éternelle, 2004  (ISBN 2-226-14409-9)
  2. Êtes-vous vivant ou êtes-vous mort ?, 2007  (ISBN 978-2-226-17559-5)
- War Corporate, scénario de Christian Vilà, dessins de Roberto De Angelis, Albin Michel
  1. Cocaïne, 2005
  2. Forteresse, 2007  (ISBN 978-2-226-17568-7)

### Nouvelles
- « Les Autres », in Chasseurs de fantasmes : anthologie, dirigé par Jeanne-A Debats et Michaël Fontayne, Éditions Griffe d'Encre, 2009
- « Les Ravageurs », in Vampires à contre-emploi : anthologie des 10e Rencontres de l'Imaginaire de Sèvres, dirigé par Jeanne-A Debats, Éditions Mnémos, 2013
- « SPLASH ! », in Dimension Trash, dirigé par Artikel Unbekannt et Julien Heylbroeck, Éditions Black coat press, coll. Rivière blanche, coll. Fusée, 2015
- « Éventration d'une grenouille », in Dimension Trash, dirigé par Artikel Unbekannt et Julien Heylbroeck, Éditions Black coat press, coll. Rivière blanche, coll. Fusée, 2015 (sous le pseudonyme de Kriss Vilà)

### Autres ouvrages
- William S. Burroughs, le génie empoisonné, Éditions du Rocher, 1992  (ISBN 2-26801-336-7)
- Les Arts divinatoires, Hugo et Compagnie, 2011  (ISBN 2-75560-849-8)
- Les Secrets des plantes magiques, Hugo et Compagnie, 2010  (ISBN 2-75560-615-0)